# Kwieciszowa
Kwieciszowa – zniesiona miejscowość, obecnie na terenie wsi Naściszowa w Polsce położona w województwie małopolskim, w powiecie nowosądeckim, w gminie Chełmiec.
W latach 1975–1998 miejscowość administracyjnie należała do województwa nowosądeckiego.

## Historia
Historia Kwieciszowej powiązana jest z Naściszową. Leżała na północny wschód od Naściszowej i na południe od Librantowej, na wysokości 355 m n.p.m. Kwieciszowa zawdzięcza swoje powstanie mieszczanom sądeckim, którzy sobie prawach sołtysów w różnych czasach wyrabiali. Kwieciszowa została założona około 1409 prawdopodobnie przez Kwiecisza (lub Kwiecisła), włodarza sądeckiego i sołtysa Falkowej.